# Сборная Сенегала по пляжному футболу
Сборная Сенегала по пляжному футболу (фр. Équipe du Sénégal de beach soccer) — национальная команда, которая представляет Сенегал на международных соревновательных дисциплинах по пляжному футболу. Имеет прозвище «Львы Теранги». Управляется Сенегальской федерацией футбола. Сборная Сенегала 8 раз участвовала в чемпионатах мира и лучшим её результатом является четвёртое место на турнире 2021 года. В 2024 году команда выступит на чемпионате мира, который состоится в ОАЭ.
По состоянию на ноябрь 2023 года Сенегал в мировом рейтинге пляжного футбола занимает 10 место.

## История
Впервые на чемпионате мира Сенегал сыграл в 2007 году. Команда сумела выйти из группы, но в 1/4 финала уступила Франции (3:6). В общей сложности Сенегал 8 раз играл на мундиале. Его лучшим результатом является четвёртое место на турнире 2021 года. Тогда в матче за третье место сенегальцы уступили Швейцарии (7:9).
Сенегал участвовал в 10 из 11 розыгрышей Кубка африканских наций, пропустив только самый первый розыгрыш в 2006 году. Сборная Сенегала является наиболее успешной командой турнира, имеющей в своём активе 7 побед. Кроме того, команда имеет в своём активе победу на Африканских пляжных играх 2019 года. На Межконтинентальном кубке лучшим результатом команды является третье место на турнире 2021 года. В 2019 году команда стала победителем последнего розыгрыша Кубка Лагоса и приняла участие во Всемирных пляжных игр, где не смогла преодолеть групповой этап. На чемпионате КОСАФА 2023 года в ЮАР сенегальцы вышли в финал, где обыграли Египет.
В 2023 году Сенегал был приглашёны на Кубок Наций, где занял третье место.
С 2016 по 2022 год главным тренером являлся Омар Силла. Новым главным тренером стал Мамаду Диалло. Капитаном команды является вратарь Аль Сейни Ндиайе.

## Состав
Состав сборной Сенегала для участия в чемпионате мира по пляжному футболу 2024 года в ОАЭ, объявленный в феврале 2024 года главным тренером Мамаду Диалло.
| №  | Амплуа | Игрок            | Дата рождения / возраст | Клуб           |
| -- | ------ | ---------------- | ----------------------- | -------------- |
| 1  | Вр     | Аль Сейни Ндиайе | 31.12.1989, 34 года     | Висон Спорт    |
| 2  | Защ    | Нину Диатта      | 05.10.1987, 36 лет      | Гольф-Бич-Клуб |
| 3  | Защ    | Папа Моду Ндойе  | 09.09.1985, 38 лет      | Нгор Алмадиес  |
| 4  | Защ    | Сейдина Гадиага  | 10.06.2003, 20 лет      | Малика         |
| 5  | Защ    | Мамаду Силла     | 22.02.1986, 37 лет      | Йофф           |
| 6  | Защ    | Амар Самб        | 14.08.1999, 24 года     | Нгор Алмадиес  |
| 7  | Нап    | Бабакар Фолл     | 05.03.1989, 34 года     | Юмбёль         |
| 8  | Нап    | Диане Мандионе   | 27.07.2002, 21 год      | Йофф           |
| 9  | Нап    | Раоуль Менди     | 30.12.1992, 31 год      | Мамеллес       |
| 10 | Уни    | Мамур Дианье     | 4.10.1990, 33 года      | Нгор Алмадиес  |
| 11 | Уни    | Лайе             | 10.02.2001, 23 года     | Малика         |
| 12 | Вр     | Фэй              | 04.02.2005, 19 лет      | Нгор Алмадиес  |

## Достижения
Кубок африканских наций по пляжному футболу
- Первое место (7): 2008, 2011, 2013, 2016, 2019, 2021, 2022
- Второе место (2): 2007, 2015
- Третье место: 2009

## Статистика

### Чемпионат мира
| Год            | Раунд                  | Место                  | И                      | В                      | П                      | ГЗ                     | ГП                     |
| -------------- | ---------------------- | ---------------------- | ---------------------- | ---------------------- | ---------------------- | ---------------------- | ---------------------- |
| с 1995 по 2006 | Не участвовала         | Не участвовала         | Не участвовала         | Не участвовала         | Не участвовала         | Не участвовала         | Не участвовала         |
| 2007           | 1/4 финала             | 5 место                | 4                      | 3                      | 1                      | 18                     | 14                     |
| 2008           | Групповой этап         | 9 место                | 3                      | 2                      | 1                      | 16                     | 14                     |
| 2009           | Не прошла квалификацию | Не прошла квалификацию | Не прошла квалификацию | Не прошла квалификацию | Не прошла квалификацию | Не прошла квалификацию | Не прошла квалификацию |
| 2011           | 1/4 финала             | 7 место                | 4                      | 2                      | 2                      | 21                     | 19                     |
| 2013           | Групповой этап         | 13 место               | 3                      | 1                      | 2                      | 11                     | 17                     |
| 2015           | Групповой этап         | 11 место               | 3                      | 1                      | 2                      | 12                     | 13                     |
| 2017           | 1/4 финала             | 6 место                | 4                      | 2                      | 2                      | 26                     | 12                     |
| 2019           | 1/4 финала             | 6 место                | 4                      | 2                      | 2                      | 19                     | 15                     |
| 2021           | Матч за 3 место        | 4 место                | 6                      | 3                      | 3                      | 27                     | 25                     |
| 2024           | Групповой этап         | 10 место               | 3                      | 1                      | 2                      | 13                     | 15                     |
| 2025           |                        |                        |                        |                        |                        |                        |                        |
| Всего          | 8/23                   | 8/23                   | 31                     | 16                     | 15                     | 150                    | 129                    |

### Кубок африканских наций
| Год   | Раунд           | Место          | И              | В              | П              | ГЗ             | ГП             |
| ----- | --------------- | -------------- | -------------- | -------------- | -------------- | -------------- | -------------- |
| 2006  | Не участвовала  | Не участвовала | Не участвовала | Не участвовала | Не участвовала | Не участвовала | Не участвовала |
| 2007  | Финал           | 2 место        | 5              | 3              | 2              | 29             | 26             |
| 2008  | Финал           | Победитель     | 5              | 4              | 1              | 39             | 20             |
| 2009  | Матч за 3 место | 3 место        | 4              | 3              | 1              | 22             | 20             |
| 2011  | Финал           | Победитель     | 4              | 4              | 0              | 23             | 12             |
| 2013  | Финал           | Победитель     | 5              | 5              | 0              | 34             | 17             |
| 2015  | Финал           | 2 место        | 4              | 2              | 3              | 17             | 15             |
| 2016  | Финал           | Победитель     | 5              | 5              | 0              | 28             | 10             |
| 2018  | Финал           | Победитель     | 5              | 5              | 0              | 39             | 10             |
| 2021  | Финал           | Победитель     | 4              | 4              | 0              | 15             | 5              |
| 2022  | Финал           | Победитель     | 5              | 5              | 0              | 29             | 13             |
| 2024  |                 |                |                |                |                |                |                |
| Всего | 10/12           | 10/12          | 47             | 40             | 7              | 275            | 148            |